# Република Локот
Република Локот (или Локотска аутономија) је назив марионетске државе створене под патронатом Немачке на подручју данашње Русије, током немачке окупације делова Совјетског Савеза. Постојала је од 1941. до 1943. године, а управно седиште републике је било насеље Локот у данашњој Брјанској области. Република Локот је обухватала делове данашње брјанске, курске и орловске области Русије. Република је замишљена као тест за формирање руске колаборационистичке владе под патронатом Немачке, након перципиране немачке победе над Совјетским Савезом у рату. Након совјетске ратне победе над Немцима, Република Локот је престала да постоји и ова територија је поново постала део Совјетског Савеза, односно совјетске Русије.